# Area naturale protetta di interesse locale Macchia della Magona
L'area naturale protetta di interesse locale Macchia della Magona è un'area naturale protetta della regione Toscana istituita nel 1995.
Occupa una superficie di 1.636 ha nella provincia di Livorno.

## Fauna
Tra i mammiferi, sono presenti il cinghiale (Sus scrofa), il capriolo (Capreolus capreolus), il daino (Dama dama), il tasso (Meles meles), la volpe (Vulpes vulpes), l’istrice (Hystrix cristata) e la faina (Martes foina). Più rari ma segnalati anche il gatto selvatico (Felis silvestris) e la donnola (Mustela nivalis).
Numerose le specie di uccelli, sia stanziali che migratori. Tra i rapaci si trovano il falco pellegrino (Falco peregrinus), il biancone (Circaetus gallicus), la poiana (Buteo buteo) e l’allocco (Strix aluco). I boschi e le radure ospitano inoltre il picchio verde (Picus viridis), il picchio rosso maggiore (Dendrocopos major), il merlo, la capinera, il pettirosso, il fringuello e altre specie tipiche della macchia mediterranea.
Tra i rettili si segnalano il biacco (Hierophis viridiflavus), la biscia dal collare (Natrix natrix), la lucertola muraiola (Podarcis muralis), la lucertola campestre (Podarcis sicula) e la testuggine di Hermann (Testudo hermanni), specie protetta a livello europeo.
La presenza di anfibi come il rospo comune (Bufo bufo) e la rana italica (Rana italica) è legata alla presenza di piccoli corsi d’acqua e zone umide all’interno dell’area boschiva.
L’ecosistema della Macchia della Magona è particolarmente importante per la biodiversità locale ed è oggetto di monitoraggi ambientali e progetti di conservazione, anche grazie alla sua appartenenza alla Rete Natura 2000.

## Flora
La Macchia della Magona, situata nel territorio comunale di Bibbona (LI), rappresenta uno degli esempi più significativi di macchia mediterranea della Toscana e ospita una flora ricca e diversificata, grazie alla varietà di ambienti presenti, tra boschi collinari, radure e zone umide.
Il paesaggio vegetale è dominato da formazioni boschive tipiche della macchia mediterranea, con prevalenza di leccio (Quercus ilex), che costituisce la specie arborea dominante. Accanto ad esso si trovano altre querce come il sughero (Quercus suber), particolarmente diffuso nelle zone più calde e aride, e la roverella (Quercus pubescens), presente nei versanti collinari interni.
Il sottobosco è caratterizzato da un fitto intreccio di specie arbustive come il corbezzolo (Arbutus unedo), il mirto (Myrtus communis), il lentisco (Pistacia lentiscus), la fillirea (Phillyrea angustifolia), il cisto (Cistus spp.), l’erica arborea (Erica arborea) e il ginestrone (Spartium junceum), che fiorisce abbondantemente in primavera.
In alcune zone si sviluppano rimboschimenti artificiali di pino marittimo (Pinus pinaster) e pino domestico (Pinus pinea), piantati nel corso del Novecento per finalità produttive e di contenimento del dissesto idrogeologico.
Lungo i corsi d’acqua e nelle aree più umide si trovano anche ontani (Alnus glutinosa), salici (Salix spp.) e pioppi (Populus spp.), che arricchiscono ulteriormente la biodiversità vegetale dell’area.
La Macchia della Magona è un habitat fondamentale per molte specie vegetali endogene e mediterranee, alcune delle quali rare o protette, e costituisce un prezioso laboratorio naturale per studi botanici, oltre a rappresentare un’importante risorsa ecologica e paesaggistica.

## Costa degli Etruschi Epic
Ogni anno, la Macchia della Magona ospita la Costa degli Etruschi Epic, una gara di mountain bike a livello nazionale. Il tracciato si snoda attraverso i sentieri e le colline della riserva, offrendo un percorso tecnico, immerso nella macchia mediterranea. L'evento richiama centinaia di atleti da tutta Italia e dall’estero, contribuendo alla promozione del territorio sia dal punto di vista sportivo che turistico. Grazie alla varietà dei paesaggi e alla qualità dei percorsi, la gara è diventata un punto di riferimento nel calendario delle competizioni MTBla.